# Historia Monety Polskiej (seria monet)
Seria Historia Monety Polskiej obejmuje srebrne monety kolekcjonerskie. Narodowy Bank Polski zainaugurował tę serię w 2013 roku. Jej celem jest przedstawienie historii polskiego mennictwa na przykładzie monet z poszczególnych epok. Pierwsza moneta serii wyemitowana 10 czerwca 2013, upamiętniła Denar Bolesława Chrobrego.
W całej serii znaleźć się ma 20 monet. Narodowy Bank Polski upamiętni monety takie jak: brakteaty, grosze, szelągi, dukaty, a także monety emitowane podczas powstań narodowych, w okresie Księstwa Warszawskiego oraz po odzyskaniu niepodległości. Ostatnią z serii będzie 5 złotych „Rybak”, z okresu Polskiej Rzeczypospolitej Ludowej.

## Lista monet seriiHistoria Monety Polskiej
Zarówno awers, jak i rewers monet srebrnych próby 925 jest zmienny. Stałymi elementami awersu jest orzeł, rok wprowadzenia monety do obiegu, nominał i napis Rzeczpospolita Polska.
Monety wydane w 2013 roku wybito z nominałem 5 złotych. W 2014 zmieniono wartość nominalną na 10 złotych, a w 2015 na 20 złotych.
| Lp. | Moneta                          | Nominał | Stop   | Średnica (mm) | Masa (g) | Data emisji      | Nakład (do) | Projektant                | Broszura (pdf)                  | Wizerunek    |
| --- | ------------------------------- | ------- | ------ | ------------- | -------- | ---------------- | ----------- | ------------------------- | ------------------------------- | ------------ |
| 1   | Denar Bolesława Chrobrego       | 5 zł    | Ag 925 | 24            | 7,07     | 20 czerwca 2013  | 20 000      | Dominika Karpińska-Kopiec | Denar Bolesława Chrobrego       | Awers Rewers |
| 2   | Denar Bolesława Śmiałego        | 5 zł    | Ag 925 | 24            | 7,07     | 13 września 2013 | 20 000      | Dominika Karpińska-Kopiec | Denar Bolesława Śmiałego        | Awers Rewers |
| 3   | Denar Bolesława Krzywoustego    | 10 zł   | Ag 925 | 32            | 14,14    | 3 marca 2014     | 20 000      | Dominika Karpińska-Kopiec | Denar Bolesława Krzywoustego    | Awers Rewers |
| 4   | Brakteat Mieszka III            | 10 zł   | Ag 925 | 32            | 14,14    | 10 września 2014 | 20 000      | Dominika Karpińska-Kopiec | Brakteat Mieszka III            | Awers Rewers |
| 5   | Brakteat Leszka Białego         | 10 zł   | Ag 925 | 32            | 14,14    | 4 grudnia 2014   | 20 000      | Dominika Karpińska-Kopiec | Brakteat Leszka Białego         | Awers Rewers |
| 6   | Floren Władysława Łokietka      | 20 zł   | Ag 925 | 38,61         | 28,28    | 3 marca 2015     | 20 000      | Dominika Karpińska-Kopiec | Floren Władysława Łokietka      | Awers Rewers |
| 7   | Grosz Kazimierza Wielkiego      | 20 zł   | Ag 925 | 38,61         | 28,28    | 15 września 2015 | 20 000      | Dominika Karpińska-Kopiec | Grosz Kazimierza Wielkiego      | Awers Rewers |
| 8   | Półgrosz Władysława Jagiełły    | 20 zł   | Ag 925 | 38,61         | 28,28    | 3 grudnia 2015   | 20 000      | Dominika Karpińska-Kopiec | Półgrosz Władysława Jagiełły    | Awers Rewers |
| 9   | Dukat Zygmunta Starego          | 20 zł   | Ag 925 | 38,61         | 28,28    | 14 czerwca 2016  | 20 000      | Dominika Karpińska-Kopiec | Dukat Zygmunta Starego          | Awers Rewers |
| 10  | Szeląg, talar Stefana Batorego  | 20 zł   | Ag 925 | 38,61         | 28,28    | 7 grudnia 2016   | 20 000      | Urszula Walerzak          | Szeląg, talar Stefana Batorego  | Awers Rewers |
| 11  | 100 dukatów Zygmunta III        | 20 zł   | Ag 925 | 38,61         | 28,28    | 12 lipca 2017    | 18 000      | Dominika Karpińska-Kopiec | 100 dukatów Zygmunta III        | Awers Rewers |
| 12  | Talar Władysława IV             | 20 zł   | Ag 925 | 38,61         | 28,28    | 7 grudnia 2017   | 18 000      | Dominika Karpińska-Kopiec | Talar Władysława IV             | Awers Rewers |
| 13  | Boratynka, tymf Jana Kazimierza | 20 zł   | Ag 925 | 38,61         | 28,28    | 12 lipca 2018    | 18 000      | Dominika Karpińska-Kopiec | Boratynka, tymf Jana Kazimierza | Awers Rewers |
| 14  | Szóstak Jana Sobieskiego        | 20 zł   | Ag 925 | 38,61         | 28,28    | 10 lipca 2019    | 13 000      | Dominika Karpińska-Kopiec | Szóstak Jana Sobieskiego        | Awers Rewers |
| 15  | Złotówka gdańska Augusta III    | 20 zł   | Ag 925 | 38,61         | 28,28    | 16 czerwca 2020  | 12 000      | Dominika Karpińska-Kopiec | Złotówka gdańska Augusta III    | Awers Rewers |